# Vladimir Titov
Pour les articles homonymes, voir Titov.
Ne doit pas être confondu avec Guerman Titov.
Vladimir Gueorguievitch Titov  (en russe : Владимир Георгиевич Титов) est un cosmonaute soviétique puis russe, né le 1er janvier 1947.

## Vols réalisés
Il est le deuxième cosmonaute à voler à bord d'une navette américaine, dans le cadre de l'exploitation conjointe Russie-États-Unis de la station spatiale Mir, le programme Shuttle-Mir.
- 20 avril 1983 : Commandant de la mission Soyouz T-8. La mission échoue à s'amarrer à  la station spatiale Saliout 7. Après deux jours d'essais infructueux, il est décidé de désorbiter le vaisseau. Il atterrit normalement le 22 avril 1983.
- Il devait réaliser son deuxième vol le 26 septembre 1983, lors de la mission Soyouz T-10-1. Quelques secondes avant le lancement, la fusée s'embrase, et l'équipage doit s'éjecter d'urgence.
- 21 décembre 1987 : il décolle à bord de Soyouz TM-4 en tant que membre de l'expédition Mir EO-3, pour séjourner plus d'un an (365 jours et 22 heures) à bord de Mir, établissant un nouveau record. Il atterrit le 21 décembre 1988, à bord du vol Soyouz TM-6.
- 3 février 1995 : il décolle à bord de Discovery (STS-63) et revient sur Terre le 11 février 1995.
- 26 septembre 1997 : il décolle à bord de Atlantis (STS-86) et revient sur Terre le 6 octobre 1997.

## Distinctions
- Commandeur de la Légion d'honneur[2],[3].